# Milchstraße
| Milchstraße | Milchstraße                                                         |
| --- | ------------------------------------------------------------------- |
| Schematische Darstellung des Milchstraßensystems. Die im Licht der H-α-Linie des Wasserstoffs rot leuchtenden Bereiche in den Spiralarmen sind Sternentstehungsgebiete. Kantenlänge der Grafik: ca. 130.000 Lj. |                                                                     |
| Physikalische Eigenschaften |                                                                     |
| Durchmesser | 90.000–120.000 Lichtjahre inkl. Halo: 170.000–200.000 Lichtjahre    |
| Dicke | bis zu 15.000 Lichtjahre (mit Bulge), 1.000 Lichtjahre (ohne Bulge) |
| Masse (inkl. Dunkler Materie) | ca. 1,5 Billionen Sonnenmassen                                      |
| Sterne | 100 bis über 400 Milliarden (geschätzt)                             |
| Typ | Balkenspiralgalaxie                                                 |
| Geschwindigkeit relativ zum CMB | 552 ± 6 km/s                                                        |
| Systematik |                                                                     |
| Superhaufen | Virgo-Superhaufen / Laniakea                                        |
| Galaxienhaufen | Lokale Gruppe                                                       |
| Untergruppe | Milchstraßen-Untergruppe                                            |

Die Milchstraße, auch Galaxis, ist die Galaxie, in der sich das Sonnensystem mit der Erde befindet. Entsprechend ihrer Form als flache Scheibe, die aus Hunderten von Milliarden Sternen besteht, ist die Milchstraße von der Erde aus als bandförmige Aufhellung am Nachthimmel sichtbar, die sich über 360° auf der Himmelskugel erstreckt. Ihrer Struktur nach zählt die Milchstraße zu den Balkenspiralgalaxien.

## Etymologie und Mythologie
Den Namen Milchstraßensystem trägt das Sternsystem nach der Milchstraße, altgriechisch γαλαξίας (κύκλος) galaxías (kýklos), zu γάλα gála „Milch“, die als freiäugige Innenansicht des Systems von der Erde aus wie ein quer über das Firmament gesetzter milchiger Pinselstrich erscheint.
In der griechischen Mythologie wird die Existenz des milchig erscheinenden Bandes am Himmel durch eine sagenhafte Erzählung erklärt, die Eratosthenes so wiedergibt: Der Gott Hermes soll den neugeborenen Herakles, Sohn des Zeus und der Sterblichen Alkmene, an die Brüste der schlafenden Göttin Hera, Gattin des Zeus, gelegt haben, damit er Aufnahme bei den Göttern findet. Als Hera erwachte, stieß sie den saugenden Knaben von sich, sodass ihre Milch quer über den Himmel spritzte. In einer Variante bietet Hera dem erwachsenen Herakles später die Brust an, damit er nun unter die Unsterblichen in den Olymp aufgenommen werden kann, auch als gnädige Geste der Versöhnung, nachdem sie ihn in seinem irdischen Leben unablässig verfolgt hatte.
Nach Hyginus soll der gesäugte Knabe nicht Herakles, sondern Hermes, der Sohn der Maia gewesen sein, ansonsten verläuft die Geschichte wie beschrieben. Hyginus schreibt diese Version dem Hermes, einem verlorenen Gedicht des Eratosthenes zu. Daneben gibt Hyginus noch die Variante mit Herakles, der so ungestüm saugte, dass die aus seinem Mund überquellende Milch in den Himmel spritzte. Und schließlich gibt Hyginus noch eine Variante, in der Rhea dem Kronos statt eines neugeborenen Kindes einen Stein unterschieben will, da Kronos die Gewohnheit hat, die neugeborenen Kinder der Rhea zu fressen. Kronos weist Rhea dann an, das Neugeborene zu säugen, worauf die Milch der Titanin über den Himmel schießt wie gehabt, beziehungsweise sie presst Milch aus ihren Brüsten um Kronos zu beweisen, dass sie wirklich ein Kind geboren hat.
Einer weiteren ätiologischen Sage nach soll die Milchstraße die einstige Bahn der Sonne markieren. Als Gründe für eine Verschiebung werden der Ekel des Helios über die Taten des Frevlers Thyestes, oder, dass Phaeton, der Sohn des Helios, mit dem Sonnenwagen von der Bahn abwich und dabei den Himmel verbrannte, oder, dass Phaeton einen Stern aus seiner Bahn warf, dessen Spur die Milchstraße ist.
Die afrikanischen San gaben der Milchstraße den Namen „Rückgrat der Nacht“.
Bei Widukind von Corvey wird die Milchstraße als Iringsweg bezeichnet. Eine seit langem widerlegte These Jacob Grimms führt den Namen Iring auf Rigr zurück, der in der Völuspá als Alternativbezeichnung  des germanischen Gottes Heimdall aufgeführt wird. Wenngleich es keinerlei Belege für einen Gott Iring gibt, wird die These vor allem durch die Rezeption seitens völkisch inspirierter Wissenschaftler und Autoren wie Gustaf Kossinna und Felix Dahn sowie durch den Neopaganismus weiterhin als Fakt kolportiert.

## Geschichte

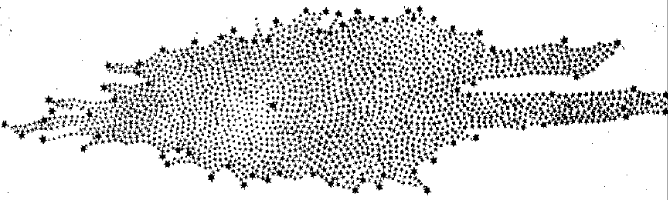
Die Gestalt der Milchstraße, wie sie Wilhelm Herschel 1785 aus Sternzählungen herleitete.

Dass die Milchstraße sich in Wirklichkeit aus unzähligen einzelnen Sternen zusammensetzt, wurde von Demokrit behauptet und in der Neuzeit 1609 von Galileo Galilei erkannt, der die Erscheinung als erster durch ein Fernrohr betrachtete. Die Milchstraße besteht nach heutiger Schätzung aus ca. 100 bis 400 Milliarden Sternen.
In der Spätantike wurde die Milchstraße von den Manichäern als „Säule der Herrlichkeit“ bezeichnet, da durch sie das in der Welt gefangene Licht wieder in die Lichtheimat, aus der es einst kam, zurückkehren konnte. In Persien, wo die einstige Weltreligion entstand, war sie in dieser Zeit als vom Horizont ausgehende nach oben gerichtete Lichtsäule zu sehen.
Zur ersten Vorstellung der Scheibenform des Milchstraßensystems gelangte bereits Wilhelm Herschel im Jahr 1785 aufgrund systematischer Sternzählungen (Stellarstatistik). Diese Methode konnte aber nicht zu einem realistischen Bild führen, da das Licht weiter entfernter Sterne stark durch interstellare Staubwolken abgeschwächt wird, ein Effekt, dessen wahre Bedeutung erst in der ersten Hälfte des 20. Jahrhunderts vollständig erfasst wurde. Durch Untersuchungen zur Verteilung der Kugelsternhaufen im Raum gelangte Harlow Shapley 1919 zu realistischen Abschätzungen der Größe des Milchstraßensystems und zu der Erkenntnis, dass die Sonne nicht – wie bis dahin, z. B. von Jacobus Kapteyn, angenommen – im Zentrum der Galaxis sitzt, sondern eher an deren Rand. Edwin Hubbles Messungen der Entfernungen von Spiralnebeln zeigten, dass diese außerhalb des Milchstraßensystems liegen und tatsächlich wie dieses eigenständige Galaxien sind.

## Erscheinungsbild

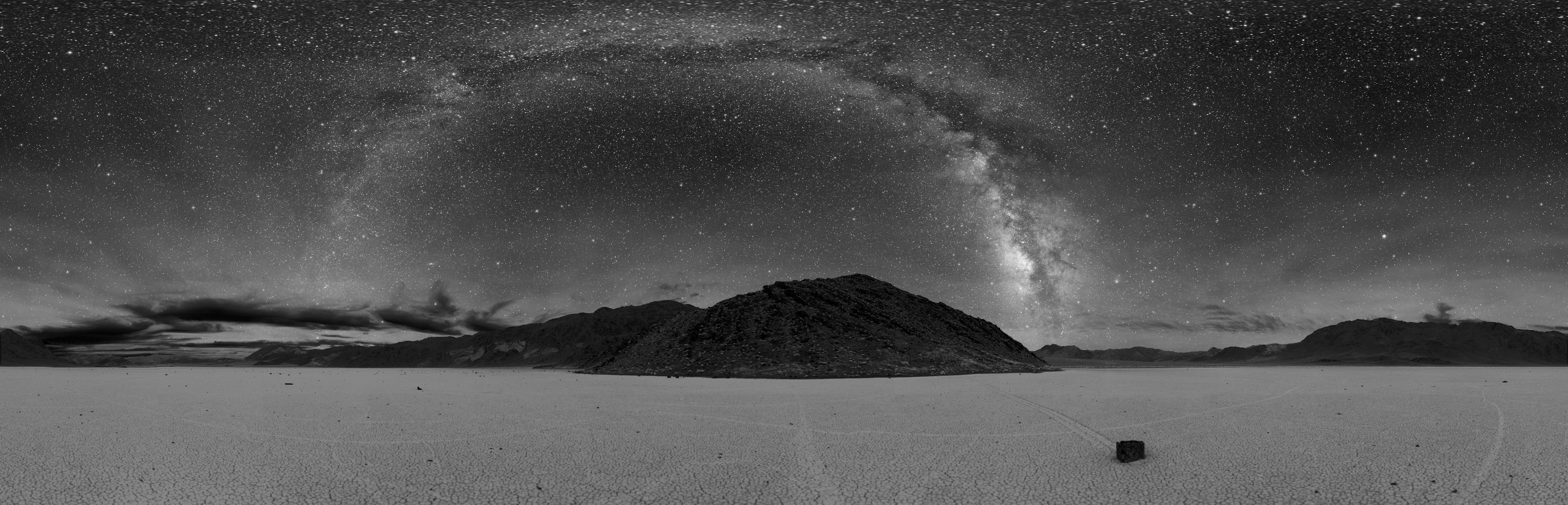
Eine 360°-Panoramaaufnahme des Sternhimmels zeigt das Band der Milchstraße als Bogen, aufgenommen im Death-Valley-Nationalpark

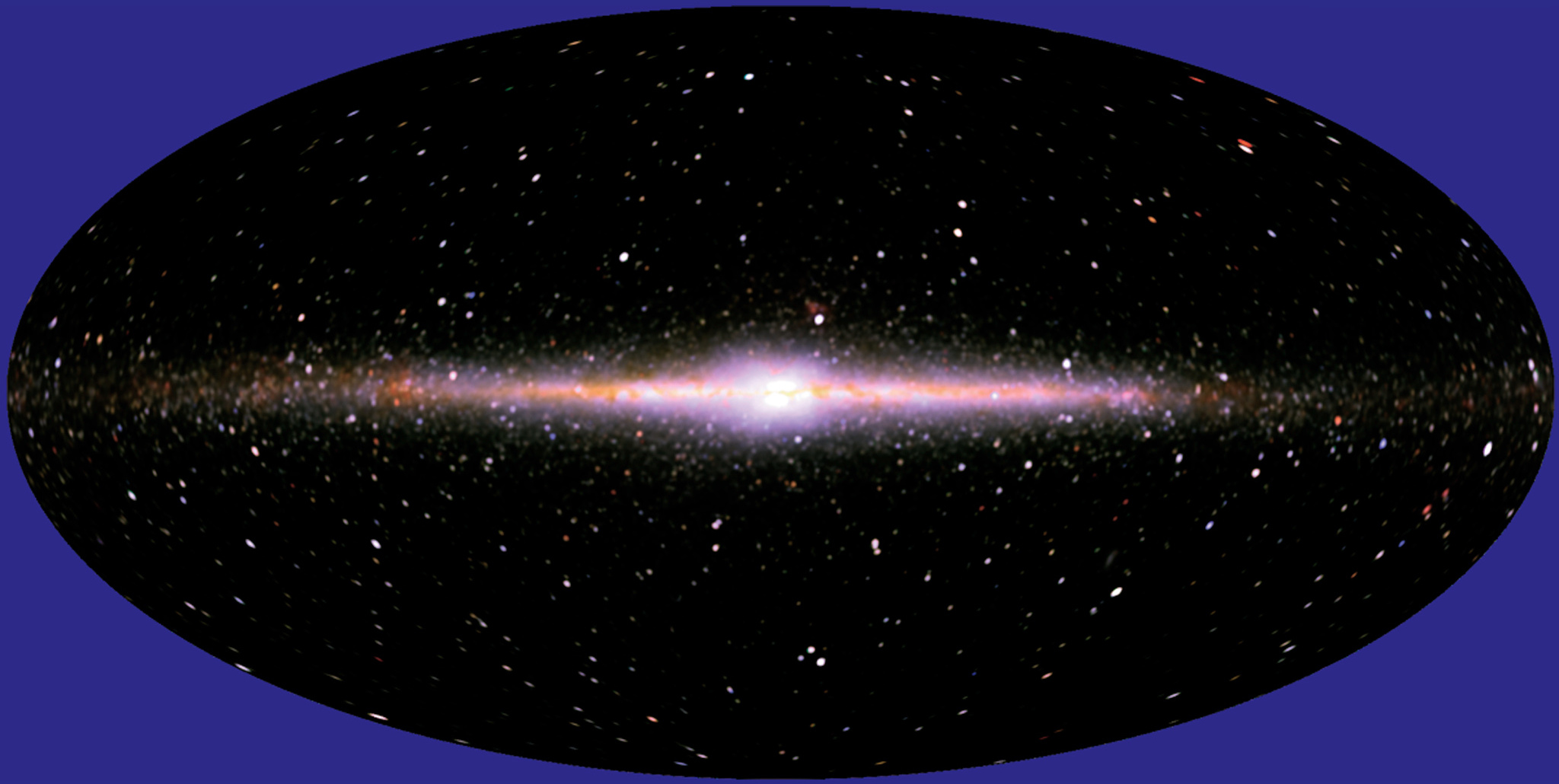
Infrarotaufnahme des Milchstraßensystems durch den Satelliten COBE. Scheibe und zentrale Ausbeulung sind erkennbar.

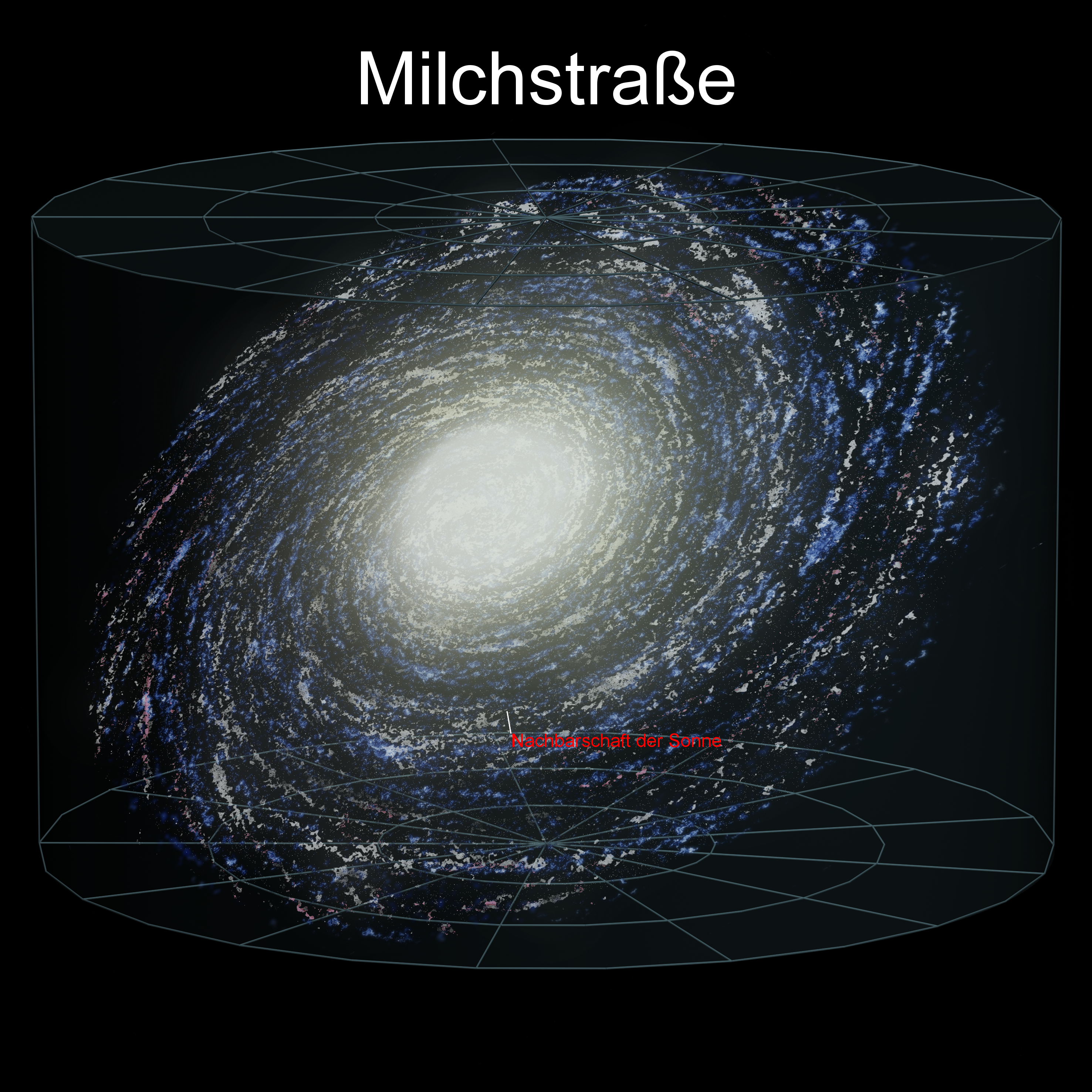
Darstellung der Milchstraße als ebenmäßige Spiralgalaxie, wie sie bis in die 1990er Jahre verbreitet war

Das Band der Milchstraße erstreckt sich als unregelmäßig breiter, schwach milchig-heller Streifen über das Firmament. Seine Erscheinung rührt daher, dass in ihm mit bloßem Auge keine Einzelsterne wahrgenommen werden, sondern eine Vielzahl lichtschwacher Sterne der galaktischen Scheibe und des Bulges (in Richtung des galaktischen Zentrums). Von der Südhalbkugel aus steht das helle Zentrum der Milchstraße hoch am Himmel, während man von der Nordhalbkugel zum Rand hin blickt. Daher kann man das Band der Milchstraße am besten von der Südhalbkugel aus beobachten.

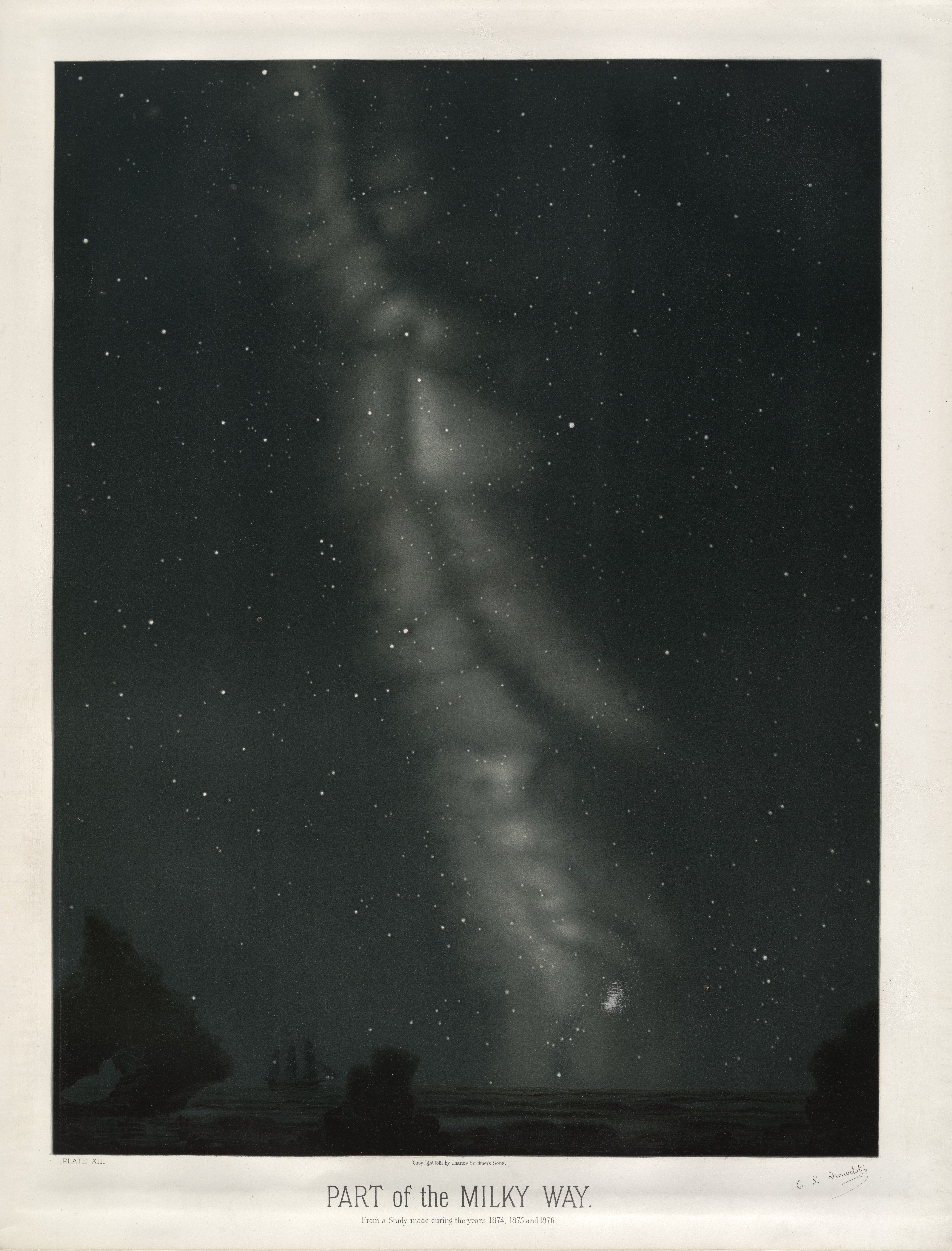
Teil der Milchstraße auf einer astronomischen Zeichnung des 19. Jahrhunderts (Trouvelot, 1881)

Im Dezember und Januar kann der hellste Bereich der Milchstraße nicht oder nur sehr schlecht beobachtet werden, weil sich die Sonne zwischen dem Zentrum der Galaxis und der Erde befindet. Gute Beobachtungsbedingungen sind bei klarer Luft und möglichst geringer Lichtverschmutzung gegeben. Auch die etwa 6000 Einzelsterne, die am gesamten Himmel mit bloßem Auge sichtbar sind, gehören zur Milchstraße.
Das Milchstraßenband verläuft unter anderem durch die Sternbilder Schütze (in dieser Richtung liegt auch das galaktische Zentrum), Adler, Schwan, Kassiopeia, Perseus, Fuhrmann, Zwillinge, Orion, Kiel des Schiffs, Zentaur, Kreuz des Südens und Skorpion. Die mittlere Ebene des Milchstraßensystems ist gegenüber dem Himmelsäquator um einen Winkel von etwa 63° gekippt.
Astronomen verwenden gelegentlich ein spezielles, an die Geometrie des Milchstraßensystems angepasstes galaktisches Koordinatensystem, bestehend aus Länge l und Breite b. Die galaktische Breite beträgt 0° in der Ebene des Milchstraßensystems, +90° am galaktischen Nordpol und −90° am galaktischen Südpol. Die galaktische Länge, die ebenfalls in Grad angegeben wird, hat ihren Ursprung (l = 0°) in Richtung des galaktischen Zentrums und nimmt nach Osten hin zu.

## Aufbau

### Allgemeine Struktur
Die Erforschung der Struktur des Milchstraßensystems ist schwieriger als die der Strukturen anderer Galaxien, da Beobachtungen nur von einem Punkt innerhalb der Scheibe gemacht werden können. Wegen der erwähnten Absorption sichtbaren Lichts durch interstellaren Staub ist es nicht möglich, durch visuelle Beobachtungen ein vollständiges Bild des Milchstraßensystems zu erhalten. Große Fortschritte wurden erst gemacht, als Beobachtungen in anderen Wellenlängenbereichen, insbesondere im Radiofrequenzbereich und im Infraroten, möglich wurden. Dennoch sind viele Details des Aufbaus der Galaxis noch nicht bekannt.
Die Anzahl der Sterne und die Gesamtmasse der Milchstraße kann auf Basis von Berechnungen und Beobachtungen nur geschätzt werden, woraus sich große Toleranzen bei den Zahlen ergeben. Das Milchstraßensystem besteht aus etwa 100 bis 300 Milliarden Sternen und großen Mengen interstellarer und Dunkler Materie. Die Ausdehnung der Milchstraße in der galaktischen Ebene beträgt etwa 170.000–200.000 Lichtjahre (52 bis 61 kpc), die Dicke der Scheibe etwa 3.000 Lichtjahre (920 pc) und die der zentralen Ausbauchung (engl. Bulge) etwa 16.000 Lichtjahre (5 kpc). Zum Vergleich: Die Andromedagalaxie (M31) hat eine Ausdehnung von etwa 150.000 Lj. und das drittgrößte Mitglied der lokalen Gruppe, der Dreiecksnebel (M33), ca. 50.000 Lj. Die Angaben der Dicke müssen aber eventuell noch bis zum Doppelten nach oben korrigiert werden, wie der australische Wissenschaftler Bryan Gaensler und sein Team im Januar 2008 äußerten.
Bis in die 1990er Jahre hinein ist man von einer relativ ebenmäßigen Spiralgalaxie ausgegangen, ähnlich der Andromedagalaxie. Die Milchstraße ist aber vermutlich eine Balkenspiralgalaxie vom Hubble-Typ SBbc. Aus der Bewegung interstellaren Gases und der Sternverteilung im Bulge ergibt sich für diesen eine längliche Form. Dieser Balken bildet mit der Verbindungslinie des Sonnensystems zum Zentrum des Milchstraßensystems einen Winkel von 45°. Gemäß einer Bestimmung mithilfe des Infrarot-Weltraumteleskops Spitzer ist die Balkenstruktur mit einer Ausdehnung von 27.000 Lichtjahren überraschend lang. Ergebnisse einer neueren Untersuchung deuten zudem darauf hin, dass die Spiralarme der Milchstraße nicht deutlich ausgeprägt, sondern von eher flockiger Struktur sein könnten.
Ebenso zeigt die Milchstraße zusätzlich Anzeichen schwacher zentraler, ringförmiger Strukturen aus Gas und Sternen um den Bulge herum. Im De-Vaucouleur-System wird die Milchstraße deswegen entsprechend als Typ SB(rs)bc klassifiziert.
Basierend auf der bekannten Umlaufzeit der Sonne und ihrem Abstand vom galaktischen Zentrum kann nach dem dritten keplerschen Gesetz die Gesamtmasse berechnet werden, die sich innerhalb der Sonnenbahn befindet. Die Gesamtmasse des Milchstraßensystems wurde früher auf etwa 400 Milliarden bis 700 Milliarden Sonnenmassen geschätzt. Nach neueren Erkenntnissen beträgt die Gesamtmasse in einem Radius von 129.000 Lichtjahren um das Galaktische Zentrum rund 1.500 Milliarden Sonnenmassen. Damit ist die Milchstraße vor der Andromedagalaxie (800 Milliarden Sonnenmassen) die massereichste Galaxie der Lokalen Gruppe.

### Galaktischer Halo
Umgeben ist die Galaxis vom kugelförmigen Halo, einer Art galaktischer „Atmosphäre“. Der Halo hat einen Radius von mehr als einer Million Lichtjahre und reicht damit bis an den äußeren Halo der Andromeda-Galaxie heran oder sogar in diesen hinein. Im Halo befinden sich neben den etwa 150 bekannten Kugelsternhaufen weitere alte Sterne, darunter RR Lyrae-Veränderliche, und Gas mit sehr geringer Dichte. Ausnahme sind die heißen Blue-Straggler-Sterne. Dazu kommen große Mengen Dunkler Materie mit etwa einer Billion Sonnenmassen, darunter auch so genannte MACHOs. Anders als die galaktische Scheibe ist der Halo weitgehend staubfrei und enthält fast ausschließlich Sterne der älteren, metallarmen Population II, deren Orbit sehr stark gegen die galaktische Ebene geneigt ist. Das Alter des inneren Teils des Halo wurde in einer im Mai 2012 vorgestellten neuen Methode zur Altersbestimmung vom Space Telescope Science Institute in Baltimore mit 11,4 Milliarden Jahren (mit einer Unsicherheit von 0,7 Milliarden Jahren) angegeben. Dem Astronomen Jason Kalirai vom Space Telescope Science Institute gelang diese Altersbestimmung durch den Vergleich der Halo-Zwerge der Milchstraße mit den gut untersuchten Zwergen im Kugelsternhaufen Messier 4, die im Sternbild Skorpion liegen.

### Galaktische Scheibe
Der Großteil der Sterne der Galaxis ist annähernd gleichmäßig auf die galaktische Scheibe verteilt. Sie enthält im Gegensatz zum Halo vor allem Sterne der Population I mit einem hohen Anteil schwerer Elemente.

#### Wölbung
Die meisten Spiralgalaxien sind gewölbt. Man kennt keinen Zusammenhang zwischen der Häufigkeit einer Wölbung und dem Galaxien-Alter. Im Jahre 1957 ergaben Messungen mit Radioteleskopen anhand der 21-cm-Strahlung des neutralen Wasserstoffs, dass auch die Milchstraßenscheibe in Richtung der Magellanschen Wolken leicht gewölbt ist – wie ein sehr flacher Teller. Da sich junge wie auch sehr alte Sterne in Bezug auf die Wölbung gleichartig bewegen, gilt die Wölbung als Folge des Gravitationsfeldes.

#### Spiralarme
Teil der Scheibe sind auch die für das Milchstraßensystem charakteristischen Spiralarme. Diese enthalten enorme Ansammlungen von Wasserstoff und auch die größten HII-Regionen, die Sternentstehungsgebiete der Galaxis mit vielen Protosternen, jungen Sternen des T-Tauri-Typs und Herbig-Haro-Objekte. Während ihrer Lebenszeit bewegen sich Sterne von ihren Geburtsstätten weg und verteilen sich auf die Scheibe. Sehr massereiche und leuchtkräftige Sterne entfernen sich aufgrund ihrer kürzeren Lebensdauer nicht so weit von den Spiralarmen, weswegen diese hervortreten. Daher gehören zu den dort befindlichen stellaren Objekten vor allem Sterne der Spektralklassen O und B, Überriesen und Cepheiden, alle jünger als 100 Millionen Jahre. Sie stellen jedoch nur etwa ein Prozent der Sterne im Milchstraßensystem. Der größte Teil der Masse der Galaxis besteht aus alten, massearmen Sternen. Der „Zwischenraum“ zwischen den Spiralarmen ist also nicht leer, sondern nur weniger leuchtstark.

Schema der beobachteten Spiralarme des Milchstraßensystems (siehe Text)

Die Spiralstruktur der Galaxis wurde durch die Beobachtung der Verteilung von neutralem Wasserstoff bestätigt. Die entdeckten Spiralarme wurden nach den in ihrer Richtung liegenden Sternbildern benannt.
Die Zeichnung rechts stellt den Aufbau des Milchstraßensystems schematisch dar. Das Zentrum ist im sichtbaren Licht nicht direkt beobachtbar, ebenso wie der hinter ihm liegende Bereich. Die Sonne (gelber Kreis) liegt zwischen den Spiralarmen Sagittarius (nach Sternbild Schütze) und Perseus im Orionarm. Vermutlich ist dieser Arm nicht vollständig, siehe orange Linie in der Abbildung. Im Verhältnis zu dieser unmittelbaren Umgebung bewegt sich die Sonne mit etwa 30 km/s in Richtung des Sternbildes Herkules. Der innerste Arm ist der Norma-Arm (nach Sternbild Winkelmaß, auch 3-kpc-Arm), der äußerste (nicht in der Abbildung) ist der Cygnus-Arm (nach Sternbild Schwan), welcher vermutlich die Fortsetzung des Scutum-Crux-Arms (nach Sternbildern Schild und Kreuz des Südens) ist.
Von der Universität von Wisconsin im Juni 2008 veröffentlichte Auswertungen von Infrarotaufnahmen des Spitzer-Teleskopes stellten das Milchstraßensystem nur als zweiarmige Galaxie dar. Sagittarius und Norma waren dabei nur als dünne Nebenarme mit einer überschüssigen Gas-Verteilung erkenntlich, während in den anderen zwei Armen eine hohe Dichte alter rötlicher Sterne auffiel. Eine jüngere Untersuchung der Verteilung von Sternentstehungsgebieten und junger Sterne belegte dagegen die bekannte vierarmige Struktur. Die Milchstraße besteht daher anscheinend aus vier Spiralarmen, die sich primär durch Gaswolken und junge Sterne abzeichnen, wobei sich in zwei Armen auch viele ältere Sterne konzentrieren. Ein klar definiertes logarithmisches Spiralmuster liegt selten bei Spiralgalaxien über die gesamte Scheibe vor. Arme weisen oft extreme Abzweigungen und Verästelungen auf. Die wahrscheinliche Natur des lokalen Arms als solche Unregelmäßigkeit deutet an, dass solche Strukturen in der Milchstraße häufig auftreten könnten.
| Standardname    | Alternativer Name      | Astronomisch |
| --------------- | ---------------------- | ------------ |
| Norma-Arm       | 3-kpc-Arm (-Ring)      | –            |
| Scutum-Crux-Arm | Centaurus-Arm          | −II          |
| Sagittarius-Arm | Sagittarius-Carina-Arm | −I           |
| Orion-Arm       | Lokaler Arm            | 0            |
| Perseus-Arm     | –                      | +I           |
| Cygnus-Arm      | Äußerer Arm            | +II          |

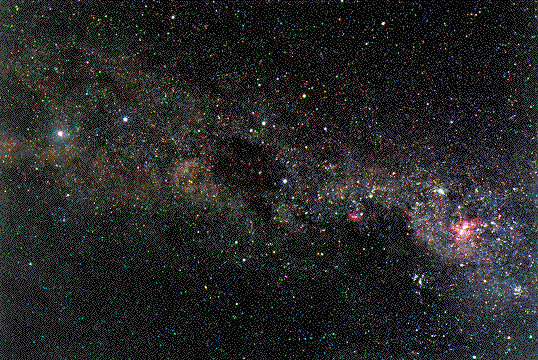
Die Milchstraße in Richtung des Sagittarius-Arms, rechts der Eta-Carinae-Nebel NGC 3372, eine H-II-Region

Wie die Spiralstruktur entstand, ist bislang nicht eindeutig geklärt. Zu den Spiralarmen gehörige Sterne sind keine starre Struktur, die sich in Formation um das galaktische Zentrum dreht. Wäre dies der Fall, würde sich die Spiralstruktur des Milchstraßensystems und anderer Spiralgalaxien aufgrund der unterschiedlichen Bahngeschwindigkeiten aufwickeln und unkenntlich werden. Eine Erklärung bietet die Dichtewellentheorie. Diese sieht Spiralarme als Zonen erhöhter Materiedichte und Sternentstehung, die sich unabhängig von den Sternen durch die Scheibe bewegen. Durch Spiralarme verursachte Störungen in den Bahnen der Sterne können zu Lindblad-Resonanzen führen.

#### Sterne der galaktischen Scheibe
Die zur Population I zählenden Sterne der galaktischen Scheibe lassen sich mit zunehmender Streuung um die Hauptebene und Alter in drei Unterpopulationen einteilen. Die so genannte Thin Disk in einem Bereich von 700 bis 800 Lichtjahren über und unterhalb der galaktischen Ebene enthält neben den oben genannten leuchtkräftigen Sternen der Spiralarme, die sich nur maximal 500 Lichtjahre von der Ebene entfernen, Sterne der Spektralklassen A und F, einige Riesen der Klassen A, F, G und K sowie Zwergsterne der Klassen G, K und M und auch einige Weiße Zwerge. Die Metallizität dieser Sterne ist vergleichbar mit der der Sonne, meist aber auch doppelt so hoch. Ihr Alter liegt bei etwa einer Milliarde Jahren.
Eine weitere Gruppe ist die der mittelalten Sterne (Alter bis zu fünf Milliarden Jahre). Dazu zählen die Sonne und weitere Zwergsterne der Spektraltypen G, K und M sowie einige Unter- und Rote Riesen. Die Metallizität ist hier deutlich geringer mit nur etwa 50 bis 100 Prozent der der Sonne. Auch ist die Exzentrizität der Bahn dieser Sterne um das galaktische Zentrum höher. Sie befinden sich nicht weiter als 1500 Lichtjahre ober- oder unterhalb der galaktischen Ebene.
Zwischen maximal 2500 Lichtjahren ober- und unterhalb der Hauptebene erstreckt sich die Thick Disk. Sie enthält rote K- und M-Zwerge, Weiße Zwerge sowie einige Unterriesen und Rote Riesen, aber auch langperiodische Veränderliche. Das Alter dieser Sterne erreicht bis zu zehn Milliarden Jahre und sie sind vergleichsweise metallarm (etwa ein Viertel der Sonnenmetallizität). Diese Population ähnelt auch vielen Sternen im Bulge.

### Zentrum

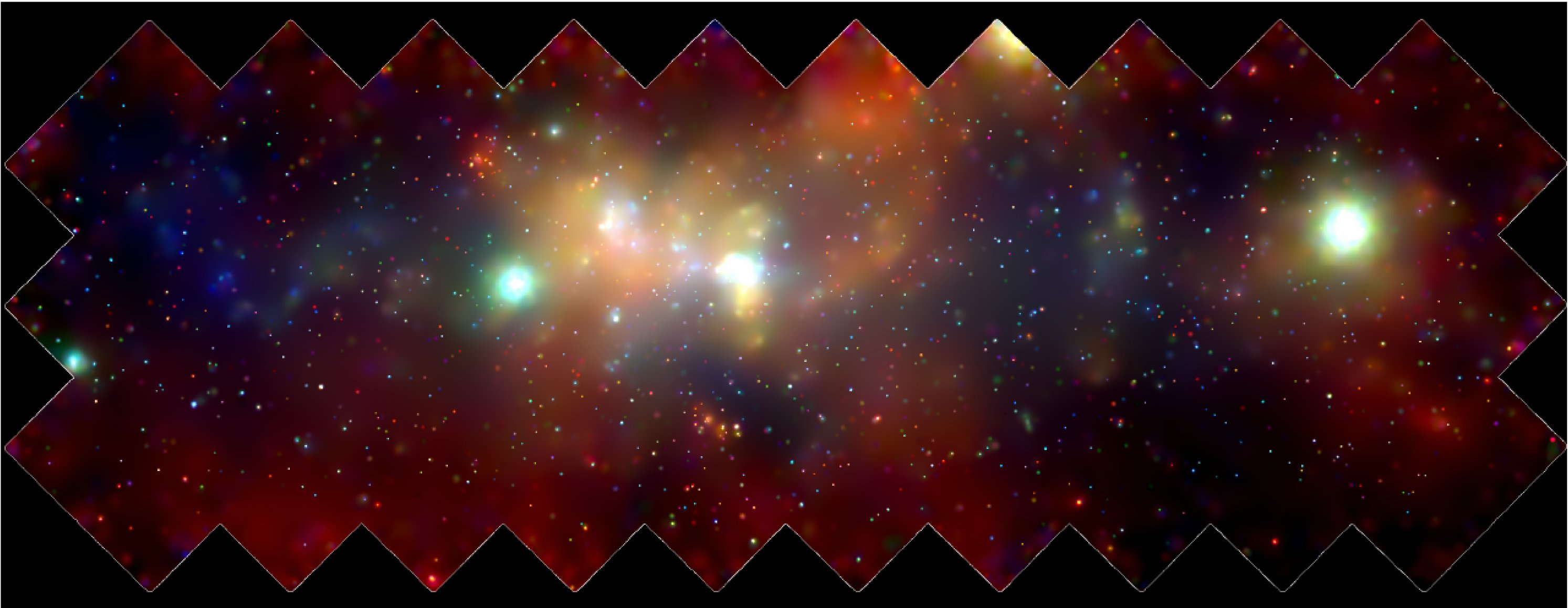
Ein 900 Lichtjahre breiter Ausschnitt der Zentralregion des Milchstraßensystems

Das Zentrum des Milchstraßensystems liegt im Sternbild Schütze und ist hinter dunklen Staub- und Gaswolken verborgen, so dass es im sichtbaren Licht nicht direkt beobachtet werden kann. Beginnend in den 1950er Jahren ist es gelungen, im Radiowellenbereich sowie mit Infrarotstrahlung und Röntgenstrahlung zunehmend detailreichere Bilder aus der nahen Umgebung des galaktischen Zentrums zu gewinnen. Man hat dort eine starke Radioquelle entdeckt, bezeichnet als Sagittarius A* (Sgr A*), die aus einem sehr kleinen Gebiet strahlt. Diese Massenkonzentration wird von einer Gruppe von Sternen in einem Radius von weniger als einem halben Lichtjahr mit einer Umlaufzeit von etwa 100 Jahren sowie einem Schwarzen Loch mit 1300 Sonnenmassen in drei Lichtjahren Entfernung umkreist. Der dem zentralen Schwarzen Loch am nächsten liegende Stern S2 umläuft das galaktische Zentrum in einer stark elliptischen Umlaufbahn mit einer Minimalentfernung von etwa 17 Lichtstunden in einem Zeitraum von nur 15,2 Jahren. Seine Bahn konnte inzwischen über einen vollen Umlauf hinweg beobachtet werden. Aus den Beobachtungen der Bewegungen der Sterne des zentralen Sternhaufens ergibt sich, dass sich innerhalb der von S2 beschriebenen Bahn eine Masse von geschätzten 4,31 Millionen Sonnenmassen befinden muss. Die im Rahmen der Relativitätstheorie plausibelste und einzige mit allen Beobachtungen konsistente Erklärung für diese große Massenkonzentration ist die Anwesenheit eines Schwarzen Lochs.
Derzeit befindet sich das galaktische Zentrum in einer vergleichsweise ruhigen Phase. Aber noch vor rund 3,5 Millionen Jahren, in kosmologischen Zeiträumen also nur ein Wimpernschlag zurück, war das zentrale schwarze Loch sehr aktiv. Es spricht einiges dafür, dass es über einen Zeitraum von einigen 100.000 Jahren 100.000- bis 1-Mio.-fach mehr Energie freisetzte, als die Sonne jemals während ihrer gesamten Lebensdauer abstrahlen wird. Diese Entdeckung wurde bei einer Untersuchung des Magellanschen Stroms gemacht, der als Gasbrücke die Milchstraße mit den beiden Magellanschen Wolken verbindet. Im Gas des Magellanschen Stroms wurden ungewöhnlich viel ionisierte Kohlenstoff- und Siliziumatome gefunden, was auf eine enorm hohe, aus diesem Energieausstoß resultierende UV-Strahlen-Dosis hindeutet. Während dieser aktiven Phase verhielt sich die Milchstraße wie eine Seyfertgalaxie.

### Sternbildung
Der überwiegende Teil der Sterne der Milchstraße, etwa 80 %, entstand bereits in einer frühen Phase, die vor rund 13,5 Milliarden Jahren begann und etwa vor acht Milliarden Jahren endete. Danach durchlebte die Galaxis über 6 Milliarden Jahre einen langen Zeitraum, in dem vergleichsweise wenig neue Sterne geboren wurden, bis vor etwa einer Milliarde Jahre ein Abschnitt mit deutlich erhöhter Sternentstehungsrate einsetzte. Über 100 Millionen Jahre verteilt entstanden im zentralen Bereich der Milchstraße etliche Millionen Sterne, die rund 5 % zur Masse aller Sterne der Galaxis beitragen. Inzwischen hat sich die Sternentstehung deutlich abgeschwächt. Auswertungen der Daten der Gaia-Mission lassen allerdings darauf schließen, dass die Sternentstehungsrate in der Galaxis mit 10 bis 20 neuen Sternen pro Jahr deutlich höher sein könnte, als bislang angenommen wurde.

### Gammastrahlenemittierende Blasen
Am 9. November 2010 machte Doug Finkbeiner vom Harvard-Smithsonian Center for Astrophysics bekannt, dass er zwei riesenhafte kugelförmige Blasen entdeckt habe, die aus der Mitte der Milchstraße nach Norden und Süden hinausgreifen. Die Entdeckung ist mit der Hilfe von Daten des Fermi Gamma-ray Space Telescope gelungen. Der Durchmesser der Blasen beträgt jeweils etwa 25.000 Lichtjahre; sie erstrecken sich am südlichen Nachthimmel von der Jungfrau bis zum Kranich. Ihr Ursprung ist bisher noch nicht geklärt.

### Größenvergleich
Man bekommt eine anschauliche Vorstellung von der Größe der Milchstraße mit ihren 100 bis 400 Milliarden Sternen, wenn man sie sich im Maßstab 1:1017 verkleinert als Schneetreiben auf einem Gebiet von 10 km Durchmesser und einer Höhe von etwa 1 km im Mittel vorstellt. Jede Schneeflocke entspricht dabei einem Stern und es gibt etwa drei pro Kubikmeter. Die Sonne hätte in diesem Maßstab einen Durchmesser von etwa 10 nm, wäre also kleiner als ein Virus. Selbst die Plutobahn, die sich im Mittel etwa 40-mal so weit von der Sonne befindet wie die Bahn der Erde, läge mit einem Durchmesser von 0,1 mm an der Grenze der visuellen Sichtbarkeit. Pluto selbst hätte ebenso wie die Erde lediglich atomare Dimensionen. Damit demonstriert dieses Modell auch die geringe durchschnittliche Massendichte der Milchstraße. Weiterhin hätten sich in diesem Modell die seit ca. 120 Jahren emittierten Funksignale etwa 11 m von der Erde entfernt (120 Lj), die gezielt gesendete Arecibo-Botschaft etwa 4 m.

## Die Sonne im Milchstraßensystem

Die hellsten Sterne in der Umgebung der Sonne (entfernungstreue Abbildung mit Rektaszension; Deklination vernachlässigt)

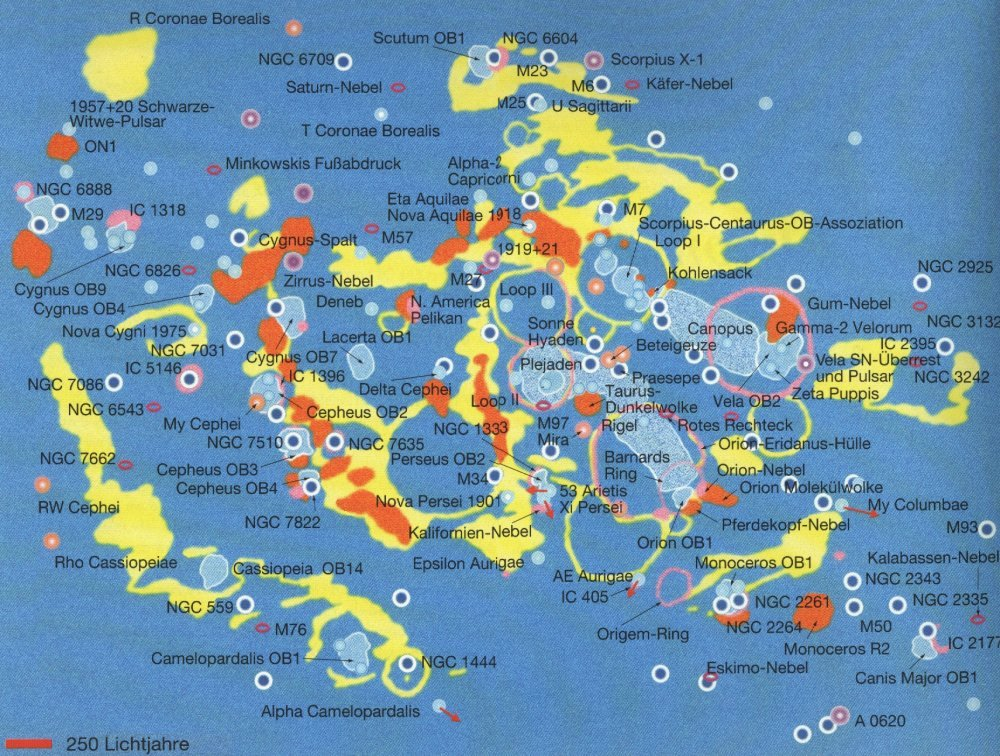
Die direkte Umgebung der Sonne (ca. 2200 Lj. × 1800 Lj.)

Die Sonne umkreist das Zentrum des Milchstraßensystems in einem Abstand von 25.000 bis 28.000 Lichtjahren (≈ 250 Em oder 7,94 ± 0,42 kpc) und befindet sich nördlich der Mittelebene der galaktischen Scheibe innerhalb des Orionarms in einem weitgehend staubfreien Raumgebiet, das als Lokale Blase bekannt ist. Für einen Umlauf um das Zentrum der Galaxis, ein so genanntes galaktisches Jahr, benötigt sie 220 bis 240 Millionen Jahre, was einer Bahngeschwindigkeit von etwa 220 km/s entspricht. Die Erforschung dieser Rotation ist mittels der Eigenbewegung und der Radialgeschwindigkeit vieler Sterne möglich; aus ihnen wurden um 1930 die Oortschen Rotationsformeln abgeleitet. Heutzutage kann auch die durch die Umlaufbewegung des Sonnensystems bedingte scheinbare Bewegung des Milchstraßenzentrums gegenüber Hintergrundquellen direkt beobachtet werden, so dass die Umlaufgeschwindigkeit des Sonnensystems unmittelbar messbar ist. Neuere Messungen haben eine Umlaufgeschwindigkeit von ca. 267 km/s (961.200 km/h) ergeben.
Das Sonnensystem umläuft das galaktische Zentrum nicht auf einer ungestörten ebenen Keplerbahn. Die in der Scheibe des Milchstraßensystems verteilte Masse übt eine starke Störung aus, so dass die Sonne zusätzlich zu ihrer Umlaufbahn um das Zentrum auch regelmäßig durch die Scheibe auf und ab oszilliert. Die Scheibe durchquert sie dabei etwa alle 30 bis 45 Millionen Jahre einmal. Vor ca. 1,5 Millionen Jahren hat sie die Scheibe in nördlicher Richtung passiert und befindet sich jetzt etwa 65 Lichtjahre (ca. 20 pc) über ihr. Die größte Entfernung wird etwa 250 Lichtjahre (80 pc) betragen, dann kehrt sich die oszillierende Bewegung wieder um.
Größere datierbare Krater auf der Erde sowie erdgeschichtliche Massenaussterben scheinen eine Periodizität von 34 bis 37 Millionen Jahren aufzuweisen, was auffällig mit der Periodizität der Scheibenpassagen übereinstimmt. Möglicherweise stören während einer Scheibendurchquerung die in Scheibennähe stärker werdenden Gravitationsfelder die Oortsche Wolke des Sonnensystems, so dass eine größere Anzahl von Kometen ins innere Sonnensystem gelangen kann und die Anzahl schwerer Impakte auf der Erde zunimmt. Die betreffenden Perioden sind jedoch bisher nicht genau genug bekannt, um definitiv einen Zusammenhang festzustellen; neuere Ergebnisse (Scheibendurchgang alle 42 ± 2 Millionen Jahre) sprechen eher dagegen.
Eine neue Studie des Max-Planck-Instituts für Astronomie hat gezeigt, dass es sich bei der scheinbaren Periodizität der Einschläge um statistische Artefakte handelt und es keinen solchen Zusammenhang gibt.

## Umgebung

### Unmittelbare Nachbarschaft

Begleitergalaxien des Milchstraßensystems

Um das Milchstraßensystem herum sind einige Zwerggalaxien versammelt. Die bekanntesten davon sind die Große und die Kleine Magellansche Wolke, mit denen das Milchstraßensystem über eine etwa 300.000 Lichtjahre lange Wasserstoffgasbrücke, den Magellanschen Strom, verbunden ist. Die Anordnung der Magellanschen Wolken im Zusammenhang mit den weiteren „klassischen“ Zwerggalaxien Leo-I, Leo-II, Ursa-Minor, Draco, Sextans, Sagittarius, Carina, Sculptor  und Fornax in einer scheibenförmigen Umgebung der Milchstraße war lange unverstanden. Theoretisch wäre eine räumliche Gleichverteilung zu erwarten gewesen. 2022 konnte nachgewiesen werden, dass die räumliche Bewegung dieser Satellitengalaxien höchst unterschiedlich ist. Die derzeitige Anordnung in einer scheibenähnlichen Struktur ist wie eine zufällige Momentaufnahme zu interpretieren und steht damit nicht im Widerspruch zu den theoretischen Modellen.
Die dem Milchstraßensystem am nächsten gelegene Galaxie ist der Canis-Major-Zwerg, mit einer Entfernung von 42.000 Lichtjahren vom Zentrum des Milchstraßensystems und 25.000 Lichtjahren vom Sonnensystem. Die Zwerggalaxie wird zurzeit von den Gezeitenkräften des Milchstraßensystems auseinandergerissen und hinterlässt dabei ein Filament aus Sternen, das sich um die Galaxis windet, den so genannten Monoceros-Ring. Ob es sich dabei allerdings tatsächlich um die Überreste einer Zwerggalaxie oder um eine zufällige, projektionsbedingte Häufung handelt, ist derzeit noch nicht sicher. Andernfalls wäre die 50.000 Lichtjahre vom galaktischen Zentrum entfernte Sagittarius-Zwerggalaxie die nächste Galaxie, die ebenfalls gerade durch das Milchstraßensystem einverleibt wird.
Das Milchstraßensystem verleibt sich beständig Zwerggalaxien ein und nimmt dadurch an Masse zu. Während der Verschmelzung hinterlassen die Zwergsysteme Ströme aus Sternen und interstellarer Materie, die durch die Gezeitenkräfte des Milchstraßensystems aus den kleinen Galaxien herausgerissen werden (siehe auch: Wechselwirkende Galaxien). Dadurch entstehen Strukturen wie der Magellansche Strom, der Monoceros-Ring und der Virgo-Strom sowie die anderen Hochgeschwindigkeitswolken in der Umgebung der Milchstraße.

### Lokale Gruppe
Mit der Andromedagalaxie, dem Dreiecksnebel und einigen anderen kleineren Galaxien bildet das Milchstraßensystem die Lokale Gruppe, deren massereichste Galaxie sie selbst ist. Die Lokale Gruppe ist Bestandteil des Virgo-Superhaufens, der nach dem Virgohaufen in seinem Zentrum benannt ist. Dieser gehört zur noch größeren Struktur Laniakea, wie neue Messmethoden von Galaxienpositionen und ihren Relativbewegungen ergeben haben. Kern von Laniakea ist der Große Attraktor. Auf diesen bewegt sich die Lokale Gruppe innerhalb Laniakeas zu. Der Laniakea-Superhaufen strebt dem Shapley-Superhaufen entgegen, was darauf hindeutet, dass diese gemeinsam zu einer noch größeren Struktur gehören könnten.
Die Andromedagalaxie ist eine der wenigen Galaxien im Universum, deren Spektrum eine Blauverschiebung aufweist: Die Andromedagalaxie und das Milchstraßensystem bewegen sich mit einer Geschwindigkeit von 120 km/s aufeinander zu. Allerdings gibt die Blauverschiebung nur Aufschluss über die Geschwindigkeitskomponente parallel zur Verbindungslinie beider Systeme. Vermutlich werden die beiden Galaxien in etwa drei Milliarden Jahren zusammenstoßen und zu einer größeren Galaxie verschmelzen. Für den Ablauf der Kollision können mangels genauer Kenntnis der Raumgeschwindigkeiten und wegen der Komplexität der beim Zusammenstoß ablaufenden Prozesse nur Wahrscheinlichkeitsaussagen gemacht werden. Nach der Verschmelzung der beiden Galaxien wird das Endprodukt voraussichtlich eine massereiche elliptische Galaxie sein. Als Name für diese Galaxie verwendeten Cox und Loeb 2008 in ihrem Artikel den Arbeitsnamen „Milkomeda“, ein Kofferwort aus Milky Way und Andromeda.

## Alter
Messungen aus dem Jahr 2004 zufolge ist die Milchstraße etwa 13,6 Milliarden Jahre alt. Die Genauigkeit dieser Abschätzung, die das Alter anhand des Berylliumanteils einiger Kugelsternhaufen bestimmt, wird mit etwa ± 800 Millionen Jahren angegeben. Da das Alter des Universums von etwa 13,8 Milliarden Jahren als recht verlässlich bestimmt gilt, hieße das, dass die Entstehung der Milchstraße auf die Frühzeit des Universums datiert werden kann.
2007 wurde zunächst für den Stern HE 1523−0901 im galaktischen Halo von der ESO-Sternwarte des La-Silla-Observatoriums ein Alter von 13,2 Milliarden Jahren festgestellt. 2014 wurde dann für den Stern SM0313, 6000 Lj von der Erde entfernt, von der Australian National University ein Alter von 13,6 Milliarden Jahren dokumentiert. Als älteste bekannte Objekte der Milchstraße setzen diese Datierungen eine unterste Grenze, die im Bereich der Messgenauigkeit der Abschätzung von 2004 liegt.
Nach derselben Methode kann das Alter der dünnen galaktischen Scheibe durch die ältesten dort gemessenen Objekte abgeschätzt werden, wodurch sich ein Alter von etwa 8,8 Milliarden Jahren mit einer Schätzbreite von etwa 1,7 Milliarden Jahren ergibt. Auf dieser Basis ergäbe sich eine zeitliche Lücke von etwa drei bis sieben Milliarden Jahren zwischen der Bildung des galaktischen Zentrums und der äußeren Scheibe.
2022 ergab sich aus der Analyse von 247.104 Unterriesen in der Galaxie, eine mit wenigen Millionen Jahren relativ kurze Phase in der Entwicklung von Sternen wie der Sonne, die eine besonders gute Datierung erlaubt. Aus ihren Spektren lässt sich auf die chemische Zusammensetzung bei ihrer Bildung schließen und macht sie zu guten Hinweisgebern für die Archäologie der Galaxie. Danach bildete sich die ältere (dickere) Scheibe der Milchstraße vor 13 Milliarden Jahren, also 800 Millionen Jahre nach dem Urknall, der Halo erst 2 Milliarden Jahre später durch Verschmelzung mit einer Satellitengalaxie (Gaia-Sausage-Enceladus).

## Siehe auch

Beobachtung des Zentrums der Milchstraße unter Verwendung einer Vorrichtung zur Erzeugung eines künstlichen Leitsterns am Paranal-Observatorium